# Porte des nations
Pour un article plus général, voir Persépolis.
La Porte des nations, Porte de toutes les nations (vieux perse : duvarthim visadahyum) ou encore Porte de Xerxès, est située dans les ruines de l'ancienne ville de Persépolis, en Iran.
Sa construction a été ordonnée, en 475 av. J.-C., par le roi achéménide Xerxès Ier, successeur du fondateur de Persépolis, Darius Ier (fondateur de Persépolis). 
C'est la porte d'entrée du palais d'audience, architecturalement elle est encadrée par deux statues colossales de Lamassus, taureaux ailées à têtes humaines, dans la mythologie mésopotamienne se sont des génies protecteurs.
La porte telle qu'elle apparait aujourd'hui a été reconstruite par une expédition archéologique italienne sous la direction de Cesare Carbone , puis de Giuseppe Tilia, entre 1964 et le début des années 1970. Les archéologues italiens ont du travailler sous la pression du gouvernement iranien de Mohammad Reza Pahlavi qui avait ordonné que les travaux soient achevés pour les Célébration du 2 500e anniversaire de la fondation de l'Empire perse sur le site de Persépolis prévu en 1971. Ainsi , malgré la recherche d'authenticité, l'apparence actuelle du monument ne correspond peut-être pas à ce qu'il était dans l'antiquité..

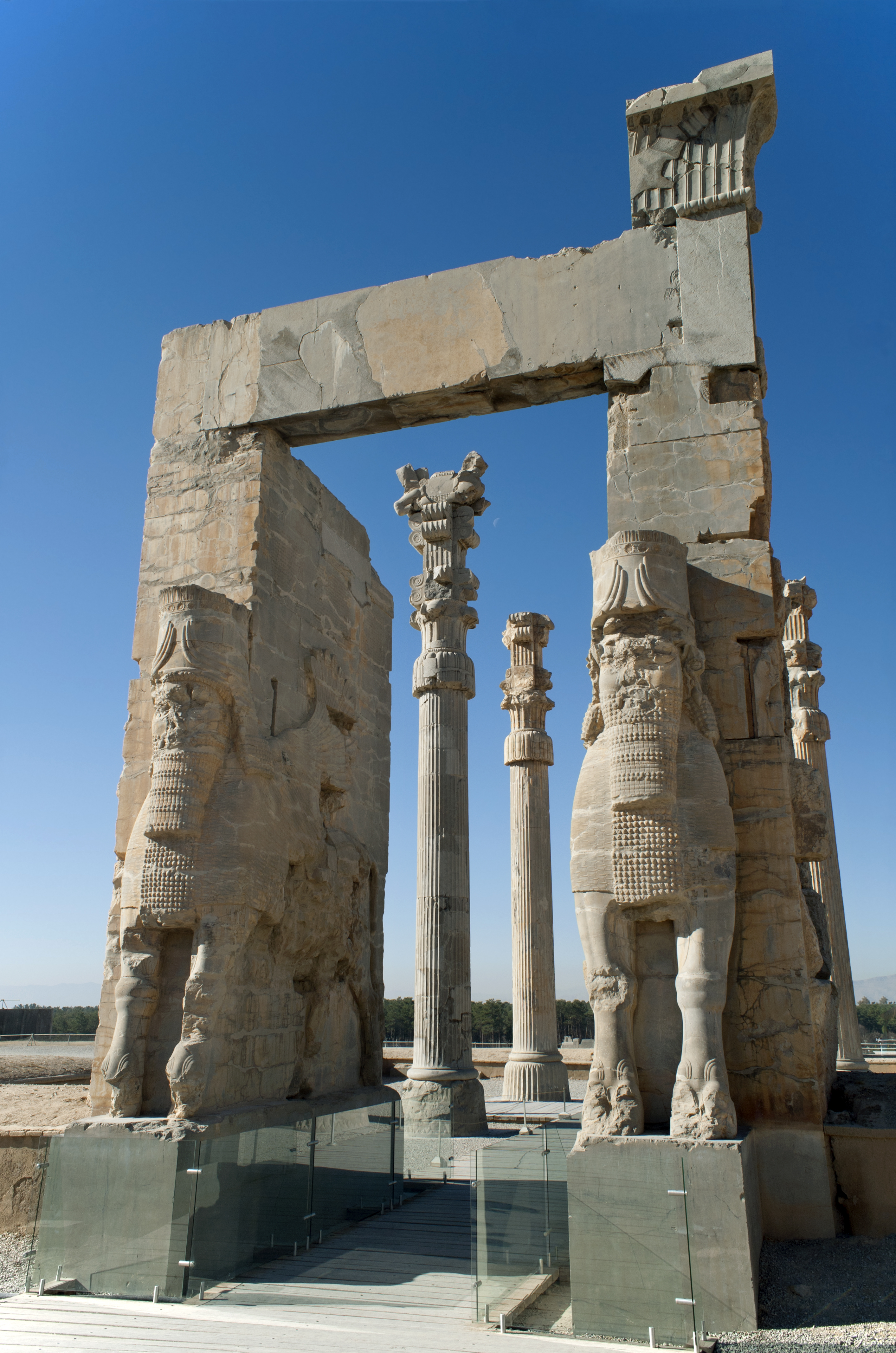
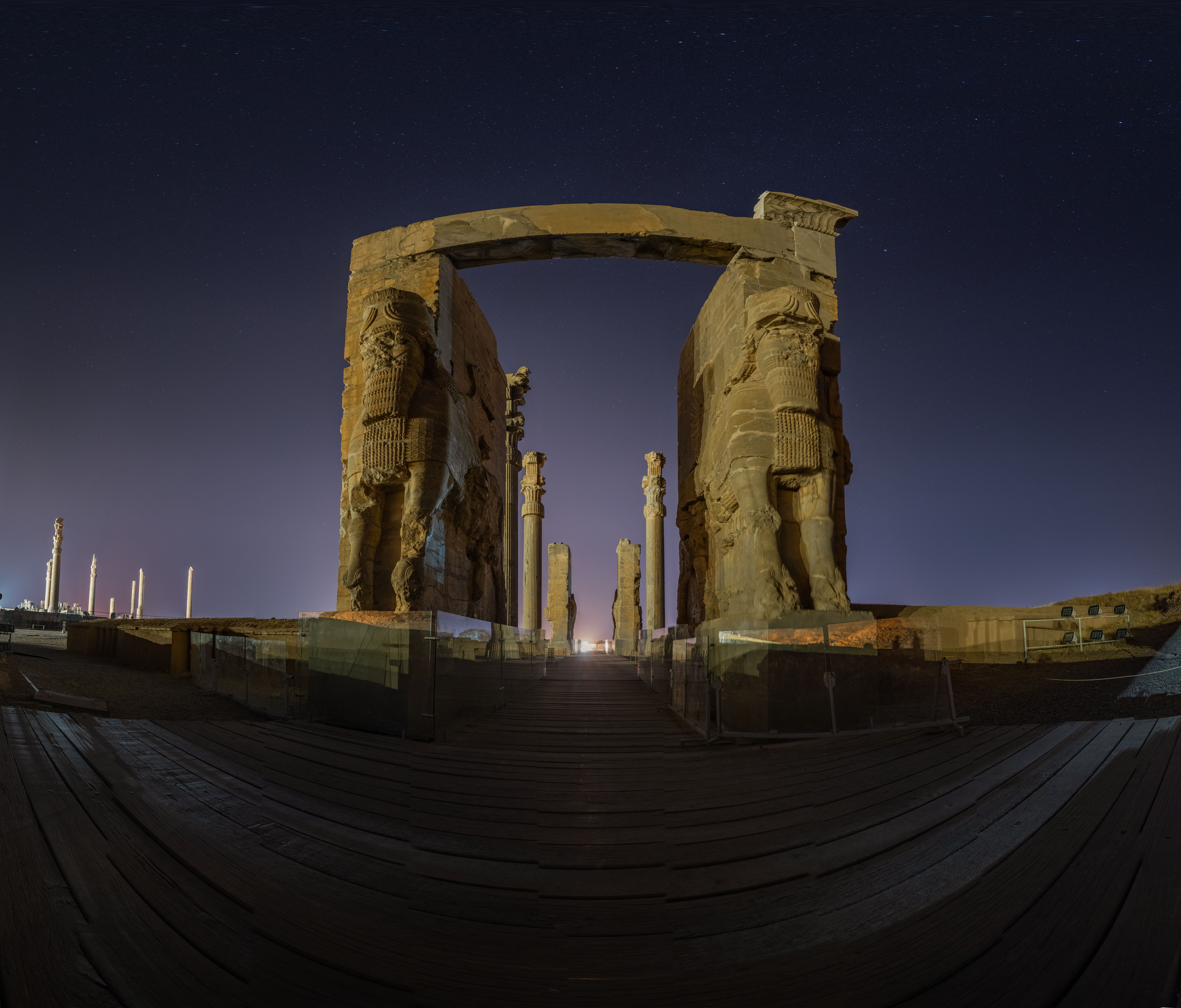
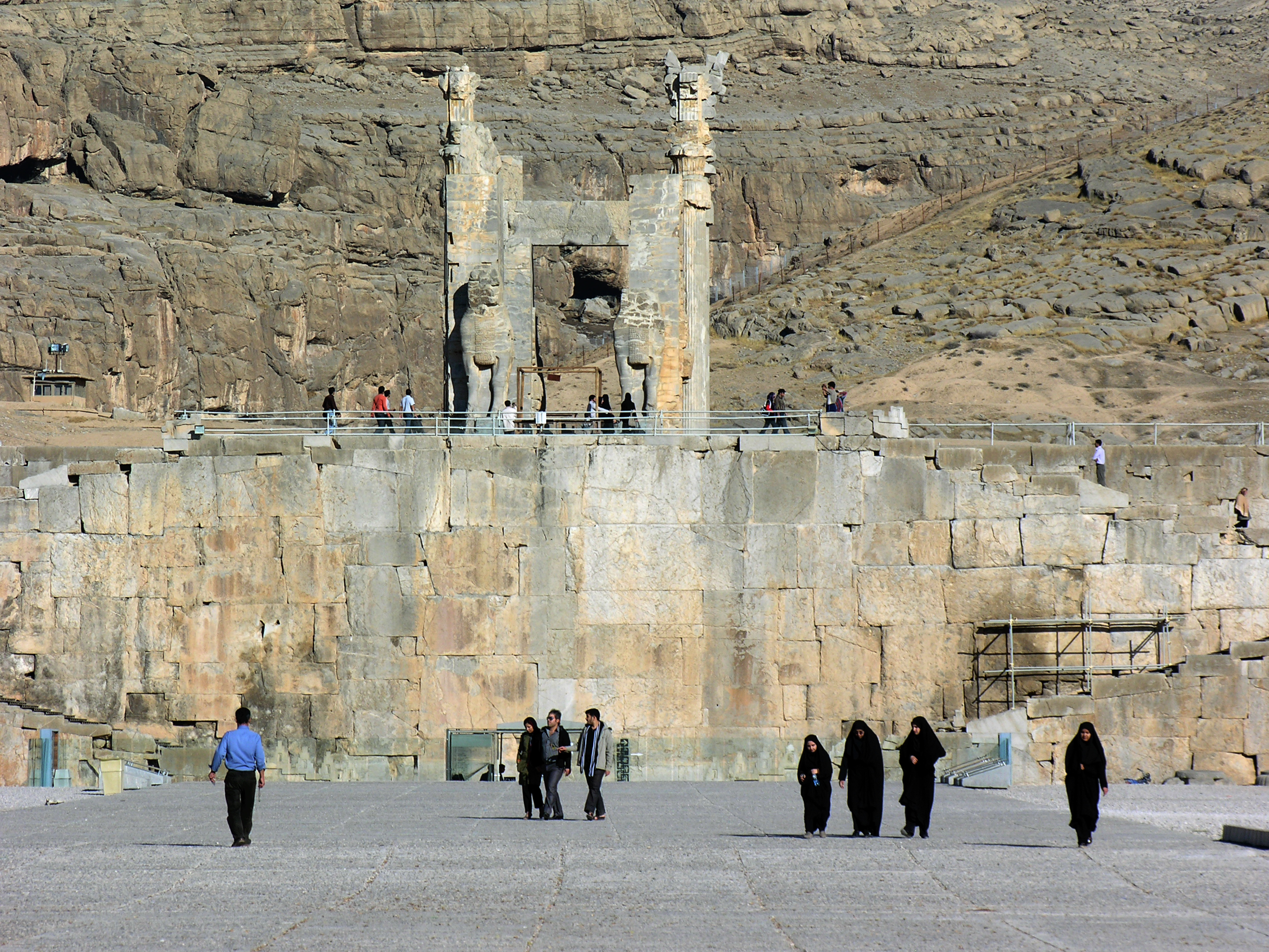
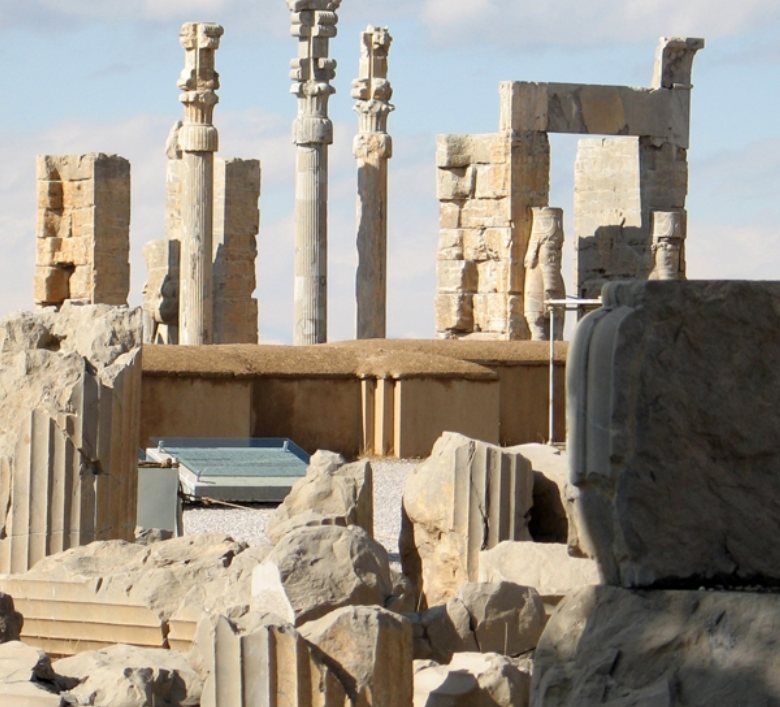
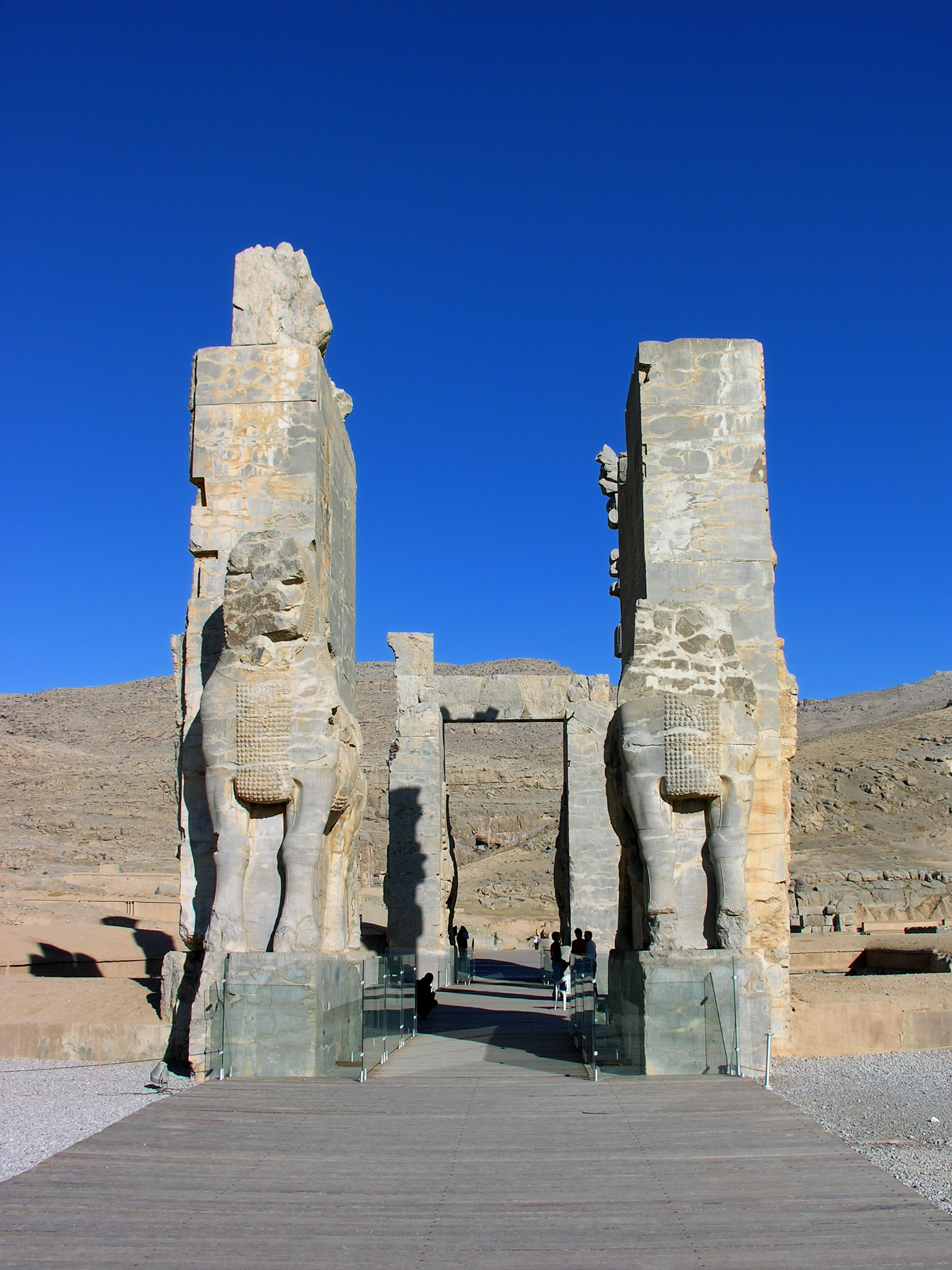
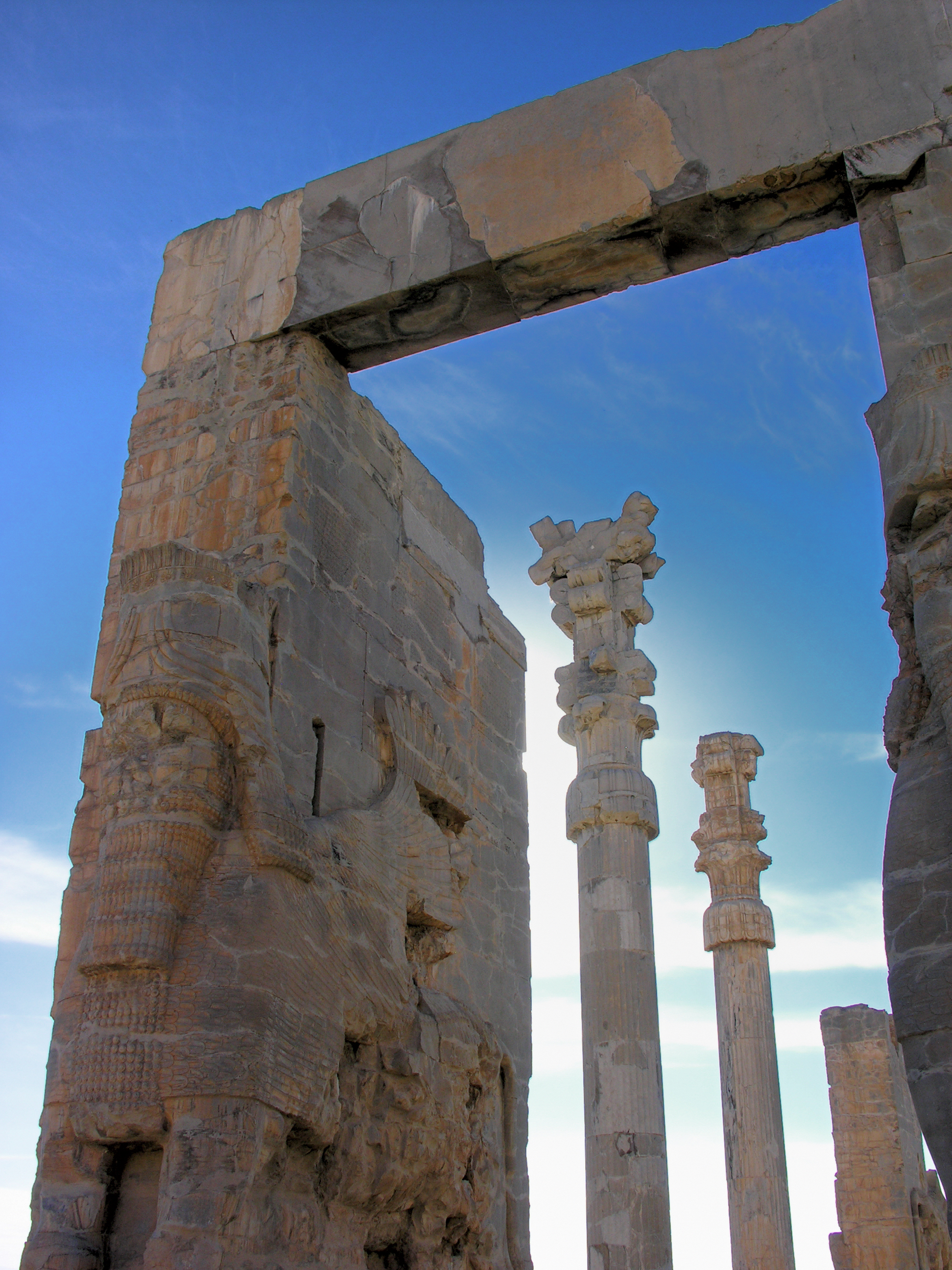
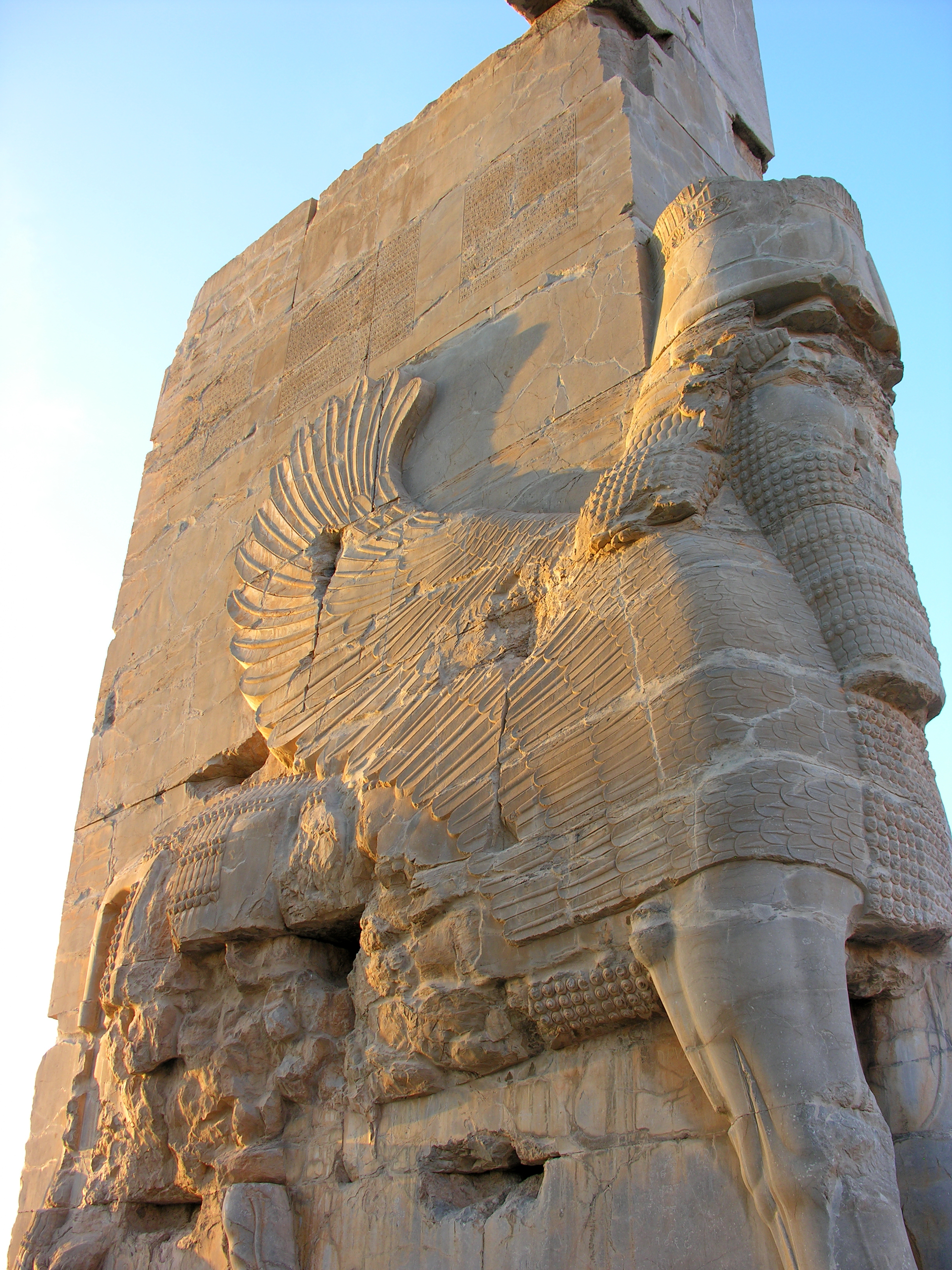
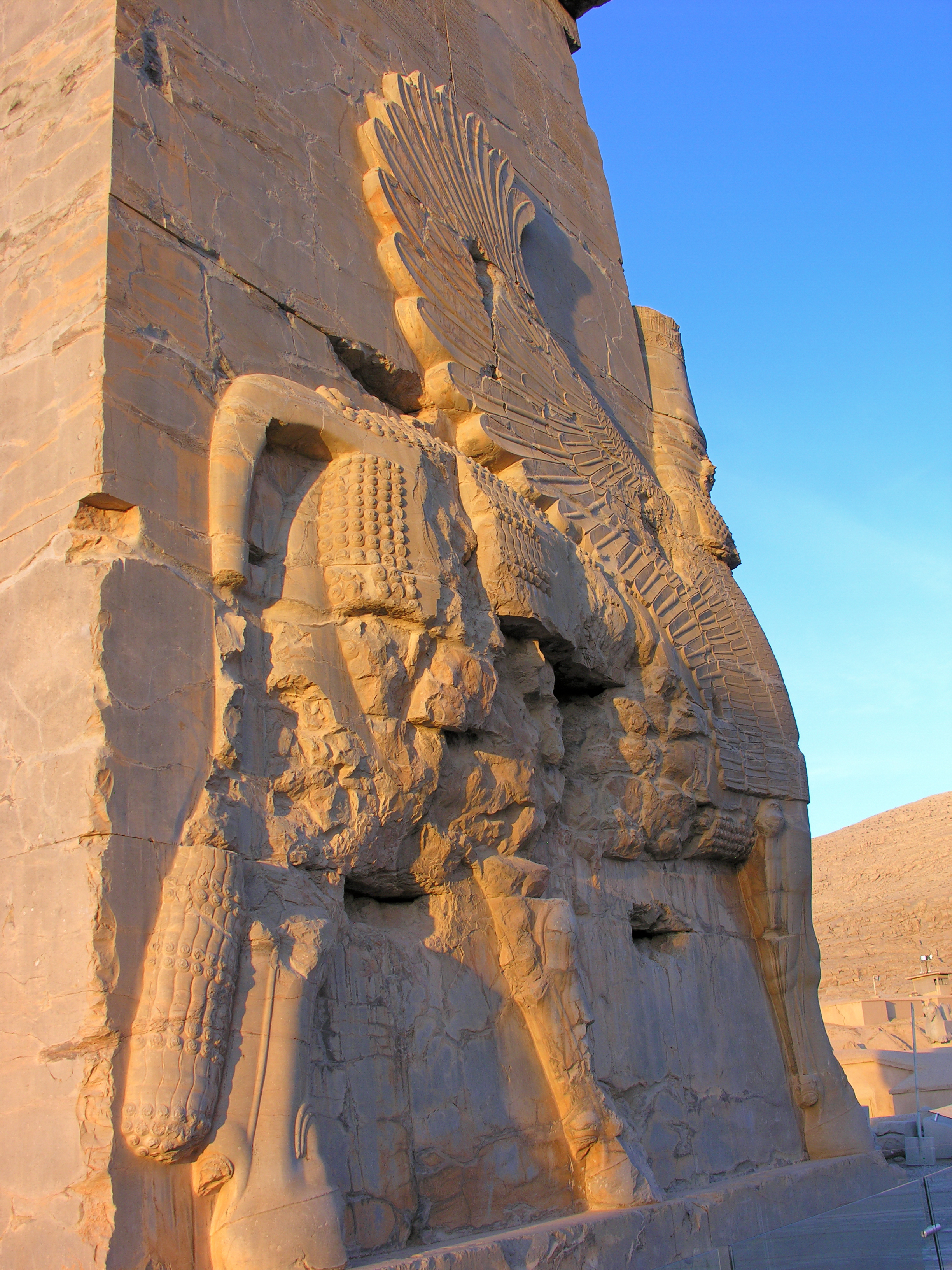